# Jean-Baptiste Boichot
Pour les articles homonymes, voir Boichot.
Jean-Baptiste Boichot est un homme politique français né le 20 août 1820 à Villiers-sur-Suize (Haute-Marne) et mort le 12 décembre 1895 à Bruxelles.

## Biographie
Engagé dans l'armée en 1839, il est sergent-major en 1849, quand il est élu député de la Seine. Il siège au groupe d'extrême gauche de la Montagne. Compromis dans la journée du 13 juin 1849, il est déchu de son mandat et s'exile en Angleterre. Revenu en France en 1854, il est arrêté et emprisonné. Il est libéré lors de l'amnistie de 1859. Il s'installe alors à Bruxelles, où il écrit de nombreux ouvrages sur l'enseignement primaire.

## Sources
- « Jean-Baptiste Boichot », dans Adolphe Robert et Gaston Cougny, Dictionnaire des parlementaires français, Edgar Bourloton, 1889-1891 [détail de l’édition]